# Brigitte von Rechenberg
Brigitte Freifrau von Rechenberg, geb. Meyßner (* 4. Oktober 1890 in Berlin; † 6. Dezember 1967 in Basel) war eine deutsche Schriftstellerin, die unter dem Pseudonym Frau Brigitte veröffentlichte.
Sie war verheiratet mit dem Schriftsteller Friedrich Georg Freiherr von Rechenberg. Von ihrem Ehemann erhielt sie wohl Anregungen zum eigenen Schreiben von Erzählungen und Kinderbücher. Gemeinsam lebten sie als junges Paar mit ihren insgesamt vier Kindern (darum das Buch Mein Viergespann) zunächst in Marburg. Dann lebten sie in Wernigerode am Harz, bevor sie Mitte der 1930er Jahre es vorzogen, das nationalsozialistische Deutschland zu verlassen und sich im Kanton Graubünden in der Schweiz niederzulassen. Zuletzt lebte Brigitte von Rechenberg in Basel, wo sie im Alter von 77 Jahren starb. In ihren letzten Lebensjahren hat sie keine Bücher mehr publiziert.

## Werke
- Mein Viergespann. Plaudereien einer glücklichen Mutter. G. Koezle, Wernigerode 1924. 27. Auflage: W. Schmitz, Gießen 1952.
- Der Ehe Erfüllung: Erzählung. G. Koezle, Wernigerode 1925.
- Der Herr Amtsbruder: Roman. G. Koezle, Wernigerode 1926.
- Karlemann, ein Harzer Junge. G. Koezle, Wernigerode 1929.
- Was ein Kind vermag: Die Geschichte einer Genesung aus den Davoser Bergen. Loepthien, Meiringen 1929.
- Mütterliche Frauen. Stiftungsverlag, Potsdam 1930.
- Schattenspiele: Sieben leicht darzustellende Schattenbilder. Agentur des Rauhen Hauses, Hamburg 1930.
- Bunte Geschichten aus einer bunten Stadt. G. Koezle, Wernigerode 1931.
- Jette. Die Geschichte einer Treuen. Loepthien, Meiringen/Leipzig 1931.
- Lilla von Kügelgen: die Mutter des alten Mannes, ein Lebensbild. Stiftungsverlag, Potsdam 1931.
- Eine Mutter: Marie Helene von Kügelgen. Acker-Verlag, Berlin 1932 (Führer und Freunde. Bd. 9).
- Görgel: Erlebte Geschichten. Acker-Verlag, Berlin 1933 (Acker-Bücherei. Bd. 4).
- Verborgenes Heldentum: Erzählungen. Huß-Verlag, Konstanz/Kreuzlingen 1935.
- Ihr Weg: Die Geschichte e. einfachen Bündner Mädchens unserer Zeit. Evangelische Buchhandlung, Zollikon 1936.
- Verliere deine Kinder nicht! Eine Mutter spricht über Kindererziehung. Gotthelf-Verlag, Zürich/Leipzig 1938.
- Kleines, tapferes Leben. Gotthelf-Verlag, Zürich 1939.
- Auf der Sonnenegg: Erzählungen. Loepthien, Meiringen 1940.
- Friedrich Georg von Rechenberg, Brigitte von Rechenberg: Leise rieselt der Schnee: Weihnachtserzählungen. Majer, Basel 1940.
- Der Lenzi und sein Götti: Erzählungen. Christliche Verlagsbuchhandlung, Zürich 1942 (Lobt froh den Herrn. Heft 2)
- Die Glocken. Majer, Basel 1942 (Goldregen. Heft 1).
- Die Zwillinge. Majer, Basel 1942 (Goldregen. Heft 7).
- Erika und Hansli: eine Erzählung. Majer, Basel 1942 (Goldregen. Heft 8).
- Mutterliebe, Mutterleid: Erzählungen aus dem Mutterleben Majer, Basel 1942.
- Peterli und Vreneli am Genfersee: Erzählung. Christliches Verlagshaus, Bern 1943 (Ehre sei Gott. Heft 7).
- Hans und Hanneli auf der Büschalp: Erzählung. Christliches Verlagshaus, Bern 1944 (Ehre sei Gott. Heft 10).
- Christoph und seine Mutter: eine Erzählung. Majer, Basel 1945.
- Grosse Kinder – grosse Sorgen. Gotthelf-Verlag, Zürich 1947.
- Mertli: Erzählung. Majer, Basel 1947.
- Vom Nachhausekommen: 5 Erzählungen. Gotthelf-Verlag, Zürich 1949.
- Eine treue Seele: Erzählung. Christliche Verlags-Anstalt, Konstanz 1950 (Zum Feierabend. Heft 4).
- Unterwegs: 7 Erzählungen. Gotthelf-Verlag, Zürich 1950.
- Lotte. Agentur des Rauhen Hauses, Hamburg 1953 (Feierabend. Heft 8).
- Vom glücklichen Ehestand: ein kleiner Wegweiser für Braut- und Eheleute. Loepthien, Meiringen 1953.
- Marie-Anne in der Stadt. Majer, Basel 1956 (Goldregen. Heft 15).